# 우크라이나 소비에트 사회주의 공화국의 국기

우크라이나 소비에트 사회주의 공화국의 국기

우크라이나 소비에트 사회주의 공화국의 국기 (뒷면)

우크라이나 소비에트 사회주의 공화국의 국기는 1950년 7월 5일에 제정되어 1991년까지 사용되었다. 빨간색과 파란색 두 가지 색의 가로 줄무늬 바탕 왼쪽 상단에는 노란색 별과 낫과 망치가 그려져 있다.
1919년 2월 10일부터 1929년까지는 빨간색 바탕에 빨간색 바탕에 깃대 쪽으로 노란색 키릴 문자 "У.С.С.Р."가 새겨진 형태의 국기를 사용했으며 1929년부터 1937년까지는 노란색 키릴 문자 "У.С.Р.Р."가 새겨진 형태의 국기를 사용했다. 1937년부터 1949년까지는 노란색 키릴 문자 "У.Р.С.Р." 위에 노란색 작은 낫과 망치가 그려놓은 형태의 국기를 사용했다.
1949년 11월 21일 우크라이나 최고 소비에트가 우크라이나 소비에트 사회주의 공화국의 국기를 채택했다. 1991년 8월 24일에 우크라이나가 소련으로부터 독립을 선언한 이후에는 파란색과 노란색 두 가지 색의 가로 줄무늬를 띤 국기를 사용했다.

## 이전 국기

우크라이나 소비에트 사회주의 공화국의 국기 (1919년 ~ 1929년)
우크라이나 소비에트 사회주의 공화국의 국기 (1929년 ~ 1937년)
우크라이나 소비에트 사회주의 공화국의 국기 (1937년 ~ 1950년)
정식 국기로 채택되기 이전의 국기
우크라이나의 국기 (1991년 ~ 1992년)

## 같이 보기
- 소련의 국기
- 소련의 공화국의 국기
- 우크라이나의 국기